# Тест Дрейза
Тест Дрейза (англ. Draize Test) — тест на токсичность, разработанный в 1944 году токсикологами FDA Джоном Дрейзом и Джейкобом Спайнсом. Первоначально использовался для тестирования косметики. Процедура включает в себя нанесение 0,5 мл или 0,5 г испытуемого вещества на глаза или кожу обездвиженного, находящегося в сознании животного, а затем смывание вещества через определённое время и фиксацию последствий. Животные наблюдаются в течение 14 дней для отслеживания признаков эритемы и отёка при тесте на коже, или же покраснения, отёка, выделения, изъязвления, кровотечения, помрачения или слепоты при тесте на глазах. Тест обычно проводится на кроликах-альбиносах, хотя используются и другие виды, в том числе собаки. Если тест вызывает необратимое повреждение глаз или кожи, животные подвергаются эвтаназии. Если продукт не вызывает необратимых повреждений, животные могут быть использованы для нового теста.
Критики считают тест жестоким, а также ненаучным — из-за различий между глазами кролика и человека и из-за субъективного характера визуальной оценки. FDA поддерживает тест, заявляя, что «на сегодняшний день, ни один тест или серия тестов не были приняты научным сообществом в качестве замены [для] … теста Дрейза». Из-за своей противоречивости использование теста Дрейза в США и Европе снизилось в последние годы, иногда при его использовании вводят анестетики и более низкие дозы исследуемых веществ. Химические вещества, демонстрирующие негативные последствия in vitro, в настоящее время не используются в тестах Дрейза, таким образом, уменьшая количество и тяжесть проводимых тестов.